# Piotr Dąbrówka
Piotr Dąbrówka (ur. 20 czerwca 1977 w Radomiu) – polski wokalista, kompozytor, autor piosenek, interpretator poezji. 

## Twórczość
Razem z Szymonem Wydrą założył zespołu Carpe Diem. Wykonawca utworów m.in. Stanisława Grochowiaka, Jonasza Kofty, Bolesława Leśmiana, Grzegorza Madejskiego, Łukasza Majewskiego, Tadeusza Nowaka, Mariana Piechala.

## Nagrody
- 49. Studencki Festiwal Piosenki w Krakowie - I nagroda[3],
- Biłgorajskie Spotkania z Poezją Śpiewaną i Piosenką Autorską - I nagroda,
- Festiwal Piosenki Ekologicznej w Józefowie - I nagroda,
- Festiwal Sztuki Słowa w Elblągu - I nagroda,
- Ogólnopolski Festiwal Piosenki Artystycznej w Rybniku - I nagroda,
- Ogólnopolski Turniej Śpiewających Poezję "Łaźnia" - I nagroda,
- Piaseczyński Zlot Piosenki Różnej w Piasecznie -  I nagroda,
- Poetycka Dolina w Warszawie - I nagroda,
- Wieczorne Nastroje w Kwidzynie - I nagroda[4].